# Adolphe IV de Holstein
Adolphe IV de Holstein (né avant 1205 mort le 8 juillet 1261), comte de Schauenburg (1225–1238) et comte de Holstein (1227–1238). Il demeure célèbre par sa victoire contre les Danois après laquelle il abdique et devient cordelier.

## Biographie

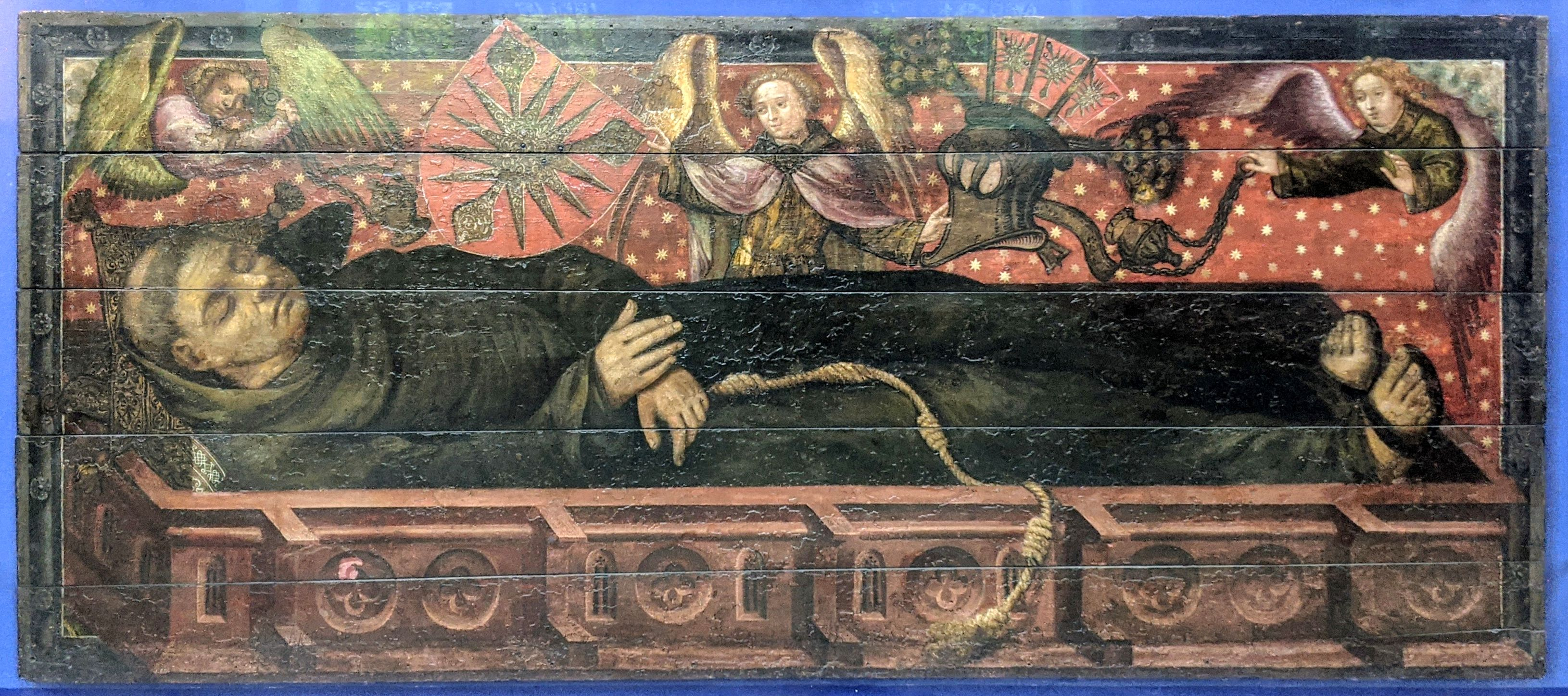
Adolphe IV dans son sarcophage en habit de cordelier : peinture idéalisée effectuée vers 1450, Maria-Magdalenen-Kloster, Kiel. Le corps du comte Adolphe est grandeur nature

Adolphe IV était le fils aîné du comte Adolphe III de Schauenburg et Holstein et de sa seconde épouse, Adélaïde de Querfurt. Adolphe III de Holstein avait été dépossédé du comté de Holstein en 1201 et capturé par le roi de Danemark il avait dû lui abandonner Lauenbourg comme rançon en 1203. Toutefois le 6 mai 1223 le roi Valdemar II de Danemark est capturé lors d’une chasse par un vassal félon le comte Henri de Schwerin et mis à rançon. Adolphe IV de Holstein remporte en 1225 la bataille de Mölln contre un de ses concurrents régionaux le comte Albert II de Weimar-Orlamünde, régent du Danemark, qui est capturé. Lors de la libération du roi Valdemar II 1225, l’empire danois au sud de l’Ejder est en grande partie perdu.
Lorsque le roi Valdemar II de Danemark décide de reprendre la lutte et les territoires perdus il est écrasé à la bataille de Bornhöved entre Neumünster et Plön par Adolphe IV de Holstein à la tête d’une coalition des troupes de Lübeck et des féodaux allemands de la région. C’est au plus fort du combat à un moment où l’issue de la bataille était le plus incertaine qu’Adolphe IV aurait fait le vœu de se consacrer à Dieu en cas de victoire.
Le comte de Holstein met ainsi définitivement fin à l’hégémonie danoise en Allemagne du nord. Selon le traité conclu à Ripen en juin 1229, le roi de Danemark renonce à ses prétentions sur le  patrimoine du comte. Si une des parties est attaquée l'autre doit l'assister. Le roi avec 300 chevaliers et le comte avec 200
En 1235 il fonde la ville de Kiel et en 1238 celle d’Itzehoe. La même année il participe à la croisade en Livonie. Il effectue ensuite un pèlerinage à Rome et obtient du pape Innocent IV une dispense spéciale comme homme de guerre pour être ordonné diacre et pour entrer dans les ordres. De retour dans le Holstein il devient prêtre puis abdique en 1238 en faveur de ses deux fils mineurs sous la tutelle de son gendre le duc de Schleswig, Abel de Danemark.
Il fonde encore la ville de Neustadt in Holstein en 1244.
Il se rend tout d’abord dans un couvent de Cordeliers à Hambourg dans l’attente de l’achèvement de celui qu’il faisait édifier à Kiel où il se retire jusqu’à sa mort le 8 juillet 1261.
Le comté de Holstein sera ensuite divisé entre ses deux fils Jean (Johann) de Holstein-Kiel et Gérard (Gerhard) de Holstein-Itzehoe

## Union et postérité
Adolphe IV de Holstein avait épousé en 1223 Heilwig ou Hedwige de Lippe (de), fille du comte Hermann II de Lippe dont:
- Mathilde de Holstein (1225-1288) mariée en 1237 avec Abel de Danemark, Duc de Schleswig et ensuite roi de Danemark; puis en 1261 Birger Jarl, Régent de Suède
- Jean Ier de Holstein-Kiel ;
- Gérard Ier de Holstein-Itzehoe ;
- Louis, moine, mort jeune.

## Sources
- (en) Cet article est partiellement ou en totalité issu de l’article de Wikipédia en anglais intitulé « Adolf IV of Holstein » (voir la liste des auteurs), édition du 8 mai 2009.